# Franck Gastambide
Franck Gastambide (Melun, 31 ottobre 1978) è un attore, regista e sceneggiatore francese.

## Biografia

### Primi anni e debutto cinematografico
Di origini basche, si appassiona, a tredici anni, per i cani di tipo molosso e il loro addestramento. Dopo aver conseguito un CAP come agente di sicurezza, lavora come venditore da Leroy Merlin, continuando al contempo ad addestrare cani. Lavora anche come istruttore di jet ski. A vent'anni, diventa un rinomato specialista dei cani cosiddetti "pericolosi". Viene quindi contattato da un addestratore di animali per il cinema, per partecipare con i suoi rottweiler e pitbull alle riprese del film I fiumi di porpora. È il suo primo contatto con la settima arte. Prosegue con Les Dalton nel 2004.
In questa occasione, si lega d'amicizia con Mathieu Kassovitz. L'attore e regista lo presenta ai creatori del collettivo di giovani registi "Kourtrajmé", Kim Chapiron e Romain Gavras, con i quali realizza i suoi primi progetti e partecipa a numerosi cortometraggi e videoclip hip-hop (DJ Mehdi, Mafia K'1 Fry).
Parallelamente, Franck Gastambide partecipa alle riprese di diverse decine di lungometraggi, telefilm e trasmissioni televisive in qualità di addestratore cinofilo. Molto attratto dalla regia e dall'immagine, entra a far parte del canale MTV come operator cinematografico per la trasmissione del giornalista Mouloud Achour, per poi scrivere e dirigere numerosi reportage per la televisione.
Nel 2008, ha preso lo pseudonimo di Frank Lewis per girare un film pornografico con Katsuni intitolato My Fucking Life.

### Svolta mediatica (2009-2015)
Nel 2009 ha girato il pilot della miniserie Kaïra Shopping, una sorta di televendita fuori di testa in versione da periferia. La serie è girata ai piedi della torre, senza alcun mezzo e in piano sequenza. Riscontra un vero successo e i tre personaggi della serie (interpretati da Franck Gastambide, Medi Sadoun e Jib Pocthier) sono stati invitati da Ramzy Bedia a fare un'apparizione nel film Il reste du jambon?. La serie è stata anche trasmessa in chiaro su Canal+ e poi rinnovata per tre stagioni.
Tra il 2009 e il 2011, ha realizzato le campagne pubblicitarie per il marchio Pepsi, dirigendo in particolare Éric Cantona.
Parallelamente, firma un contratto con i produttori della società Mandarin Cinéma (OSS 117, Brice de Nice, Potiche - La bella statuina, La Conquête) affinché scriva e diriga il suo primo film con i personaggi di Kaïra Shopping. Numerosi attori famosi accettano di unirsi al cast di questo primo film a basso budget: Ramzy Bedia, François Damiens, Éric Cantona, Élie Semoun, Alex Lutz, i rapper del gruppo Mafia K'1 Fry, Katsuni, il DJ Cut Killer (già apparso nel film La Haine) e l'attrice Alice Belaïdi (Molière 2010). È la prima volta che una webserie vede i suoi personaggi evolversi verso un film di cinema.
Il film, distribuito dalla Gaumont, viene inizialmente presentato agli “Off” del Festival di Cannes dal presidente Thierry Frémaux, in presenza di Jean Dujardin. Les Kaïra esce nelle sale l'11 luglio 2012 e ottiene un notevole successo sia di critica sia di pubblico con oltre un milione di spettatori. Il film diventa infatti il più redditizio del cinema francese nel 2012.
Il 5 febbraio 2013, Gastambide riceve il Trofeo della migliore prima opera assegnato da Le Film français, in compagnia dei suoi cari: Ramzy Bedia, Alice Belaïdi e i produttori Éric e Nicolas Altmayer.
Il 22 febbraio 2013, lui e i compagni del film Les Kaïra partecipano alla 38ª cerimonia dei César, consegnando i premi César per il miglior suono e la migliore fotografia.
Come attore, interpreta consecutivamente ruoli di migliore amico in commedie quali Vive la France, Les Gazelles, Toute Première Fois e Good Luck Algeria. Infine, fa parte del cast del thriller franco-canadese Enragés, diretto da Éric Hannezo.

## Filmografia
- Il reste du jambon?, regia di Anne Depétrini (2010)
- De force, regia di Frank Henry (2011)
- De l'huile sur le feu, regia di Nicolas Benamou (2011)
- Les Kaïra, regia di Franck Gastambide (2012)
- Vive la France, regia di Michaël Youn (2013)
- Les Gazelles, regia di Mona Achache (2014)
- Toute première fois, regia di Maxime Govare e Noémie Saglio (2015)
- Made in France - Obiettivo Parigi, regia di Nicolas Boukhrief (2015)
- Enragés regia di Éric Hannezo (2015)
- Pattaya, regia di Franck Gastambide (2016)
- Good Luck Algeria, regia di Farid Bentoumi (2016)
- Hibou, regia di Ramzy Bedia (2016)
- Cigarettes et Chocolat chaud, regia di Sophie Reine (2016)
- L'Embarras du choix, regia di Éric Lavaine (2017)
- La Surface de réparation, regia di Christophe Régin (2018)
- Taxxi 5, regia di Franck Gastambide (2018)
- Le Flic de Belleville, regia di Rachid Bouchareb (2018)
- Damien veut changer le monde, regia di Xavier de Choudens (2019)
- Chiamate un dottore!, regia di Tristan Séguéla (2019)
- Testimone misterioso, regia di Régis Blondeau (2022)
- Asterix & Obelix - Il regno di mezzo, regia di Guillaume Canet (2023)
- Medellín, regia di Franck Gastambide (2023)
- 3 Jours max, regia di Tarek Boudali (2023)
- Vite vendute (Le salaire de la peur), regia di Julien Leclercq (2024)
- Carjackers - Ladri ad alta velocità, regia di Kamel Guemra (2025)